# Walstrotopgalmug
De walstrotopgalmug (Dasineura galiicola) is een muggensoort uit de familie van de galmuggen (Cecidomyiidae). De wetenschappelijke naam van de soort is voor het eerst geldig gepubliceerd in 1880 door F. Low.